# حسن النواب
حسن النوَّاب هو شاعر ومحرر صحفي ولد في العراق، عمل في الصحافة منذ عام 1991.

## السيرة الذاتية
عمل حسن النوَّاب مصححًا في جريدة العراق وجريدة الجمهورية، وعمل محررًا للصفحة الأخيرة في جريدة العراق، وأيضًا محررًا لصفحة «تحقيقات مدن» في مجلة «ألف باء». نُشرت قصائده في عدة صحف والكثير من المجلات الثقافية العربية، ونشرت له العديد من اللقاءات الصحفية والتحقيقات الصحفية. ونشرت له ثلاث مسرحيات في مجلة «الطليعة» الأدبية للكبار. ترأس منتدى الأدباء الشباب في كربلاء من عام 1990 حتى عام 1992، وترأس اتحاد الأدباء والكتاب في كربلاء من عام 1998 وحتى وصل إلي عام 2000، وهو عضو المجلس المركزي لاتحاد الأدباء والكتاب من عام 1999 إلى عام 2000. هاجر من العراق إلى الأردن في فبراير عام 2001، ثم وصل إلى أستراليا مع عائلته كلاجئ في ديسمبر في عام 2002. حسن النوَّاب هو عضو نقابة الصحفيين العراقيين، وعضو نقابة الصحفيين العرب، وعضو اتحاد الأدباء والكتاب العراقيين، وعضو اتحاد الأدباء والكتاب العرب، وعضو اتحاد الأدباء في أستراليا (مدينة بيرث). وهو يكتب مقالات ثقافية وفنية وتحقيقات في جريدة «الزمان الدولية» منذ عام 2001.

## الجوائز
- حصل علي جائزة الدولة عن مجموعتي الشعرية “شريعة النواب” عام 2000م.

- حصل علي الجائزة الأولى في مسابقة الشعر لجريدة الجمهورية عام 2000م.

- حصل علي الجائزة الثانية في مسابقة اتحاد الأدباء والكتاب عن مذكرات الحرب عام 2000م.

- حصل علي جائزة الإبداع عن مجموعتي الشعرية «قصائد يحبها الناس» في مسابقة جوائز ناجي نعمان الأدبية عام 2011م.

- حصل علي التميز الإعلامي فئة العمود الصحفي في يوم الإعلام العربي من الجامعة العربية بالقاهرة عام 2016م.[1]

- حصل علي جائزة التميز الإعلامي الأولى فئة العمود الصحفي ببغداد عام 2016م.[2]
- جائزة النور للإبداع الدورة الرابعة /النص المسرحي - الفائز الأول مكرر 19 مارس عام 2012م.[3]

## مجموعات شعرية
- أنا هناك حتى يضيء دمي عام 1988.

- شريعة النوّاب عام 2000.

- أمّن يجيب البلاد إذا دعته عام 2008.

- مراسيم شعرية عام 2012.[1]

## المقالات
- الإعلام الحربي.
- قائد قوات مكافحة الإرهاب.
- رسالة إلي المنتخب العراقي.
- مقال مقطّع الأوصال.
- صديقي الطبيب.
- شجاعة مصلاوية.
- نوميديا وعطارد.
- بيت صلاح زنكنة.
- النبلاء.
- بلاد في المزاد.
- صور من المعركة.
- ذكريات بمذاق الألم.
- أديب دمج.
- مربديات.
- كلام مسموع: رمانة كزار.
- كلام مسموع: مات العجيب خضير.[4]